# Teriimaevarua III
Teriimaevarua III (28 de maio de 1871 - 19 de novembro de 1932) foi a última rainha de Bora Bora de 1873 até 1895. 
Teriimaevarua III, era a segunda filha do príncipe Tamatoa-a-tu (Tamatoa V) , rei de Raiatea e da Princesa Moe-a-Mai, Ari ' i- ' Otare. Ela tornou-se a Rainha de Bora Bora com a morte de sua tia Teriimaevarua II, rainha de Bora Bora. Ela casou com o príncipe Hinoi Pōmare, Chefe do Clã Hitia'a em Bora Bora em 9 de janeiro 1884 e se divorciou em 1887. Eles não tiveram seus próprios filhos, no entanto adotaram jovem filhas, a Princesa Rehurehu Tuheiava e a Princesa Itia Tuheiava. 
Bora Bora foi anexado pelos franceses em 19 de março 1888, mas o poder real permaneceu em vigor até sua abdicação em 21 de setembro de 1895. Teriimaevarua III permaneceu o chefe da casa real de Bora Bora até sua morte. 